# Nehbandān (kommunhuvudort i Iran)
Nehbandān (persiska: نهبندان) är en kommunhuvudort i Iran.   Den ligger i provinsen Khorasan, i den östra delen av landet, 900 km sydost om huvudstaden Teheran. Nehbandān ligger 1 187 meter över havet och antalet invånare är 15 998.
Terrängen runt Nehbandān är platt söderut, men norrut är den kuperad. Trakten runt Nehbandān är nära nog obefolkad, med mindre än två invånare per kvadratkilometer. Nehbandān är det största samhället i trakten. Trakten runt Nehbandān är ofruktbar med lite eller ingen växtlighet.